# Mike Kekich
Michael Dennis Kekich (né le 2 avril 1945 à San Diego, Californie, États-Unis) est un ancien lanceur gaucher des Ligues majeures de baseball ayant joué de 1965 à 1977.

## Carrière
Signé par les Dodgers de Los Angeles en 1964, Mike Kekich fait ses débuts la saison suivante et effectuera 30 présences au monticule, dont 21 départs, avec l'équipe en 1965 et 1968.
Échangé aux Yankees de New York contre le voltigeur Andy Kosco, il s'installera dans le Big Apple le temps de trois saisons et demie. 
Il connaît deux saisons de 10 victoires, la première comme partant avec les Yankees en 1972, la seconde dans l'enclos de relève en 1973, année où il passe à la fin juin de New York à Cleveland.
Après avoir joué au Japon pour les Nippon Ham Fighters en 1974, il compléta sa carrière nord-américaine comme lanceur de relève, jouant une saison pour les Rangers du Texas (1975) et une pour les Mariners de Seattle (1977). Kekich a d'ailleurs fait partie de la formation originale des Mariners lors de leur saison inaugurale dans la Ligue américaine.

## Vie personnelle
Les succès de Kekich au cours de sa carrière ont été plutôt modestes. Les amateurs new-yorkais se souviennent surtout de lui pour avoir « échangé » sa famille avec celle de son coéquipier des Yankees, le lanceur Fritz Peterson, avant le début de la saison 1973. Kekich et Peterson avaient en effet décidé de s'échanger femmes, enfants... et même les chiens de la famille.
Kekich « obtint » donc Marilyn Peterson, ses deux enfants et un caniche. De son côté, Peterson se mit en ménage avec Susan Kekich, leurs deux enfants et un Bedlington terrier. « Nous n'avons pas échangé nos épouses, ; nous avons échangé nos vies », de dire Kekich.
L'arrangement sembla profiter davantage à Peterson, qui épousa l'ex-femme de son coéquipier, qu'à Kekich, qui rompit rapidement avec l'ancienne épouse de Peterson,.